# Characidium nupelia
Characidium nupelia är en fiskart som beskrevs av Da Graça, Pavanelli och Buckup 2008. Characidium nupelia ingår i släktet Characidium och familjen Crenuchidae. Inga underarter finns listade i Catalogue of Life.